# Victoria Stanisławów
Victoria Stanisławów – polski klub piłkarski z siedzibą w mieście Stanisławów (obecnie Iwano-Frankiwsk na Ukrainie), działający w latach 1923–1925.

## Historia
Chronologia nazw:
- 1923: K.S. Victoria Stanisławów
- 1925: klub rozwiązano

Klub Sportowy Victoria został założony w Stanisławowie na początku lat 20. XX wieku. W 1924 roku drużyna zadebiutowała w rozgrywkach Klasy C podokręgu Stanisławowskiego Lwowskiego OZPN. Występowała w grupie I i nie zakwalifikowała się do turnieju finałowego podokręgu stanisławowskiego. W następnym sezonie zespół zmagał się w grupie II i nie zakwalifikował się do turnieju finałowego podokręgu stanisławowskiego.
Po zakończeniu sezonu 1925 klub z nieznanych przyczyn przestał istnieć.